# Pararistolochia ceropegioides
Pararistolochia ceropegioides är en piprankeväxtart som först beskrevs av Spencer Le Marchant Moore, och fick sitt nu gällande namn av Hutchinson & Dalziel. Pararistolochia ceropegioides ingår i släktet Pararistolochia och familjen piprankeväxter. Inga underarter finns listade i Catalogue of Life.